# Circuito NORCECA de Voleibol de Praia
Circuito NORCECA  de Voleibol é um torneio de seleções de voleibol de praia da América do Norte, América Central e Caribe, organizado anualmente pela NORCECA.

## Histórico
A primeira edição deu-se nas etapas do Boca Chica  apenas no naipe masculino e com a nomenclatura de Campeonato Continental NORCECA de Vôlei de Praia em 2006e sendo novamente realizada nas temporadas seguintes em ambos os naipes como Circuito NORCECA de Vôlei de Praia.
A  edição de 2013 foi classificatório para os Jogos Centro-Americanos e do Caribe de 2014

## Formato da competição
O formato da competição variou com o decorrer das edições, por exemplo o número de etapas realizadas.

## Quadro de medalhas
| Ordem | País                 | Medalha de ouro | Medalha de prata | Medalha de bronze | Total |
| ----- | -------------------- | --------------- | ---------------- | ----------------- | ----- |
| 1     | Estados Unidos       | 15              | 7                | 2                 | 24    |
| 2     | México               | 5               | 1                | 5                 | 11    |
| 3     | Canadá               | 4               | 12               | 1                 | 17    |
| 4     | Porto Rico           | 2               | 4                | 2                 | 8     |
| 5     | Cuba                 | 1               | 2                | 7                 | 10    |
| 6     | Nicarágua            | 0               | 1                | 0                 | 1     |
| 7     | Costa Rica           | 0               | 0                | 5                 | 5     |
| 8     | República Dominicana | 0               | 0                | 2                 | 2     |
| 8     | Trinidad e Tobago    | 0               | 0                | 2                 | 2     |